# Eyalato de Bagdad
El eyalato de Bagdad (en turco otomano: ایالت بغداد; Eyālet-i Baġdād‎) fue un eyalato iraquí del Imperio otomano centrado en Bagdad. Su área reportada en el siglo XIX era de 161 120 km.

## Historia
El shah safávida Ismail I tomó la región de Bagdad de Ak Koyunlu en 1508. Después de la toma de poder de los safávidas, los musulmanes, judíos y cristianos sunitas se convirtieron en blanco de persecución y fueron asesinados por ser infieles. Además, el shah Ismail ordenó la destrucción de la tumba de Abu Hanifah, fundador de la escuela hanafí de derecho, que los otomanos adoptaron como guía legal oficial. 
En 1534, Bagdad fue capturada por el Imperio otomano, y el eyalato se estableció en 1535. Entre 1623 y 1638 volvió a estar en manos iraníes. Fue decisivamente recapturado por los otomanos en 1638, cuya posesión sobre Irak se acordó en el tratado de Zuhab de 1639. 
Durante un tiempo, Bagdad había sido la ciudad más grande de Oriente Medio. La ciudad vio un renacimiento relativo en la última parte del siglo XVIII bajo un gobierno mameluco, en gran parte autónomo. Ali Ridha Pasha volvió a imponer el dominio otomano directo en 1831. De 1851 a 1852 y de 1861 a 1867, Bagdad fue gobernada, bajo el Imperio otomano, por Mehmed Namık Pasha. La Enciclopedia Nuttall informa que la población de Bagdad en 1907 era de 185 000. 

## Divisiones administrativas
Sanjacados del eyalato de Bagdad en el siglo XVII:
| Siete de dieciocho sanjacados de este eyalato fueron divididos en ziamets y timars: 1. Sanjacado de Hilla 2. Sanjacado de Zeng-abad 3. Sanjacado de Javazar 4. Sanjacado de Rumahia 5. Sanjacado de Jangula 6. Sanjacado de Kara-tagh 7. [El nombre del séptimo sanjacado falta] | Los otros once sanjacados no tenían ziamets o timars: 1. Sanjacado de Terteng 2. Sanjacado de Samwat 3. Sanjacado de Biat 4. Sanjacado de Derneh 5. Sanjacado de Deh-balad 6. Sanjacado de Evset 7. Sanjacado de Kerneh-deh 8. Sanjacado de Demir-kapu 9. Sanjacado de Karanieh 10. Sanjacado de Kilan 11. Sanjacado de Al-sah |